# Ajustage (mécanique)

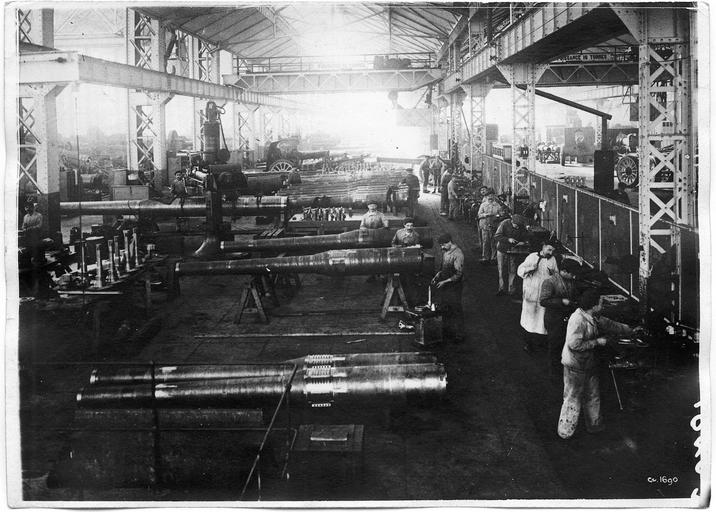
Ajustage, 1916

Pour les articles homonymes, voir Ajustage.
L'ajustage regroupe les actions visant à parfaire des pièces mécaniques (supprimer les petits défauts) et à les assembler dans le but de fabriquer un organe mécanique fonctionnel.
Malgré l'apparente simplicité de ces travaux, ceux-ci constituent un métier recherché en entreprise et comportant différentes spécialités.

## Spécialités
Un spécialiste de l'ajustage est un ajusteur.

### Ajusteurs correcteurs
L'ajustage correctif consiste à retoucher les pièces dans le but de parfaire la géométrie et les cotes finales.
Les ajusteurs correcteurs portent généralement le nom de leur outil sauf quelques cas. On trouve ainsi :
- le tirpo, de l'outil tire-point (lime triangulaire ou isocèle). Cet ajusteur est spécialisé dans la reprise manuelle des queues d'arondes, il doit maîtriser le calcul trigonométrique, base des cotes ;
- l'ébavureur dont le nom donne la fonction ;
- le chanfreineur, chargé d'exécuter les chanfreins sur pièces ;
- le gratteur, qui utilise un grattoir et dont le métier consiste à parfaire les plans d'appui (précision 5 µm). Cet ajusteur utilise le bleu de Prusse comme révélateur en remplacement de la sanguine ;
- le rifleur, nommé aussi ajusteur mouliste et dont l'outil de prédilection est le rifloir ;
- le tireur de long dont le rôle consiste à finir les chants de pièce (parties étroites) en tiré de long ;
- le croiseur dont le rôle consiste à finir les surfaces de pièce en traits croisés.

### Ajusteurs paracheveurs
L'ajustage de parachèvement consiste à retoucher les pièces dans le but de parfaire l'aspect visuel ou l'état de surface.
Les ajusteurs paracheveurs sont moins nombreux, on trouve :
- le ciseleur ;
- l'araseur.